# University of San Diego Women's Volleyball
La University of San Diego Women's Volleyball è la squadra pallavolo femminile appartenente alla University of San Diego, con sede a San Diego (California): milita nella West Coast Conference della NCAA Division I.

## Storia
Il programma di pallavolo femminile della University of San Diego viene fondato nel 1975. Il primo allenatore delle Toreros è John Martin, in carica per quindici anni e sostituito nel 1990 da Sue Snyder, che nei suoi nove anni di gestione vince due titoli della West Coast Conference e centra quattro qualificazioni alla post-season, senza andare oltre il secondo turno.
Nel 1999 arriva Jennifer Petrie a prendere in mano le redini del programma, vincendo un altro titolo di conference e qualificando la squadra sei volte al torneo NCAA, spingendosi fino alle Sweet Sixteen del 2004. Nel 2006 viene sostituita da Brent Hilliard, in carica ad interim per un anno, vincendo la West Coast Conference e raggiungendo le semifinali regionali. Dopo questa parentesi rientra Jennifer Petrie per quattro anni, vincendo altre due volte la WCC e disputando tre volte la post-season; nel 2011 viene nuovamente sostituita ad interim da Hilliard, che termina la stagione al secondo turno del torneo NCAA, rientrando così in carica un anno dopo: oltre ad altri tre successi in conference, conquista ogni anno l'accesso alla post-season, issandosi fino alle Sweet Sixteen nel 2013.

## Record
| Piazzamento          |    | Edizione                                                                                         |
| -------------------- | -- | ------------------------------------------------------------------------------------------------ |
| Tornei NCAA          | 26 | Semifinali: 1 2022                                                                               |
| Tornei NCAA          | 26 | Sweet Sixteen: 4 2004, 2006, 2013, 2018                                                          |
| Tornei NCAA          | 26 | Secondo turno: 11 1997, 1998, 1999, 2001, 2005, 2010, 2011, 2015, 2017, 2019 2020                |
| Tornei NCAA          | 26 | Primo turno: 10 1993, 1996, 2002, 2003, 2007, 2008, 2012, 2014, 2016, 2021                       |
| Titoli di conference | 12 | West Coast Conference: 12 1997, 1998, 2004, 2006, 2007, 2008, 2010, 2012, 2013, 2017, 2019, 2022 |

## Conference
- West Coast Conference[2]: 1985-

## National Coach of the Year
- Jennifer Petrie (2022)

## All-America

### First Team
- Petia Yanchulova (1998, 1999)
- Gabrielle Blossom (2022)

### Second Team
- Devon Forster (2004)
- Chloe Ferrari (2013)
- Grace Frohling (2022)

### Third Team
- Lindsey Sherburne (2004)
- Kristin Carlson (2006)
- Ali Troost (2009)
- Kristen Gengenbacher (2017)
- Roxanne Wiblin (2020)
- Katie Lukes (2022)

## Allenatori
- John Martin: 1975-1989
- Sue Snyder: 1990-1998
- Jennifer Petrie: 1999-2005
- Brent Hilliard[3]: 2006
- Jennifer Petrie: 2007-2010
- Brent Hilliard[3]: 2011
- Jennifer Petrie: 2012-